# 鳴戸 (給油艦)
鳴戸（なると）は、大日本帝国海軍の特務艦で、隠戸型給油艦の3番艦。艦名は「鳴門海峡」にちなんで名づけられた。「鳴戸」は「鳴門」の古表記である。

## 艦歴
大正12年度艦艇補充計画により、横須賀海軍工廠で1924年（大正13年）10月30日に竣工し、横須賀鎮守府籍となる。しかし、就役後間もない1926年（大正15年）2月1日には早くも第四予備特務艦となり、横須賀軍港で浮きタンクとして活用される。1927年（昭和2年）5月1日付で再就役し、武装装備等の工事終了後6月30日に青島に到着して、国民党の北伐や山東出兵、南京事件などで混乱する中華民国に対する警戒にあたっていた遣外艦隊への支援を行った。この支援活動では本来の給油艦としての活動のほか、給糧艦としての活動や漢口への海軍陸戦隊の輸送なども行った。平時においては石油輸入に従事した。
1940年（昭和15年）11月15日付で連合艦隊付属となる。1941年（昭和16年）11月18日に呉を出港し、ジャルート環礁に進出する。ジャルートとクェゼリン環礁で補給活動を行った後、12月28日に柱島泊地に帰投した。1942年（昭和17年）1月から3月にかけてはフィリピン、ボルネオ島方面で行動し、5月27日には柱島を出撃してミッドウェー海戦に参加する。6月20日に柱島に帰投後呉海軍工廠で修理を行い、修理後は9月1日にショートランドに到着してソロモン諸島海域で行動する。ショートランド在泊中には連日のように爆撃を受け、11月12日には爆撃により損傷する。呉での修理の後は再び南方に進出し、1943年（昭和18年）1月17日にラバウルに到着後は補給任務に専念、いつしか重油タンク代用として活用されるようになった。南東方面艦隊（草鹿任一中将・海軍兵学校37期）指揮下の駆逐艦や潜水艦に対する燃料供給源となったが、1944年（昭和19年）1月14日の空襲により大破擱座すると重油タンクとしての活用も困難となり、駆逐艦や潜水艦はラバウルを捨ててトラック諸島を補給基地として活動する事となった。大破擱座後、固定係留の上対空戦闘の従事したが、3月15日にいたって総員退却の上放棄される事となった。4月30日に除籍。

## 特務艦長
※『日本海軍史』第9巻・第10巻の「将官履歴」及び『官報』に基づく。
艤装員長
- 平山栄 中佐：1924年7月1日[27] - 1924年8月27日[28]

特務艦長
- （心得）平山栄 中佐：1924年8月27日[28] -
- 平山栄 大佐：不詳 - 1925年4月1日[29]
- 新山良幸 大佐：1925年4月1日 - 12月1日
- 林李樹 大佐：1925年12月1日[30] - 1926年2月20日[31]
- 倉賀野明 大佐：1927年5月1日 - 12月1日
- 下村敬三郎 大佐：1927年12月1日[32] - 1928年5月21日[33]
- 増島忠雄 大佐：1928年5月21日[33] - 1929年11月30日[34]
- 坂本正 中佐：1929年11月30日[34] - 1930年12月1日[35]
- 山内大蔵 大佐：1930年12月1日[35] - 1931年12月1日[36]
- 伍賀啓次郎 中佐：1931年12月1日 - 1932年11月1日
- 大島乾四郎 中佐：1932年11月1日 - 1933年4月1日
- 井沢徹 中佐：1933年4月1日[37] - 1933年11月15日[38]
- 水野準一 大佐：1933年11月15日 - 1934年11月15日
- 梶岡定道 大佐：1934年11月15日 - 1935年11月15日
- 石川茂 大佐:1935年11月15日 - 1936年11月2日
- 堀勇五郎 中佐：1936年11月2日 - 1937年11月25日[39]
- 鈴木長蔵 大佐:1937年11月25日 - 1938年7月20日
- 清田孝彦 大佐：1938年7月20日 - 1938年12月15日
- （兼）古宇田武郎 大佐:1938年12月15日 - 1938年12月20日
- 関郁乎 中佐：1939年10月20日 - 1940年11月28日
- 佐々木静吾 大佐：1940年11月28日[40] - 1941年7月28日[41]
- 西岡茂泰 大佐：1941年7月28日 - 1943年5月7日
- 瀬戸山安秀 大佐：1943年5月7日 - 1943年10月13日戦死
- 岡野慶三郎 大佐：1943年11月1日[要出典] -